# Masjävlar
Masjävlar (ook wel: Dalecarlians) is een Zweedse film uit het jaar 2004. Het is een dramakomedie. De film is geregisseerd door Maria Blom en enkele bekende Zweedse acteurs die in de film spelen zijn: Sofia Helin, Kajsa Ernst en Ann Petrén.

## Verhaal
Mia is 30 jaar oud en woont in Stockholm. Als haar vader 70 jaar wordt reist ze naar haar geboortedorp Rättvik in Dalarna, waar haar hele familie woont. Ze hebben een verrassing voor haar, een stuk grond bij het meer, voor als ze 'weer terug zou komen'. Dit brengt spanning in de familie, met alle gevolgen van dien...
- De film is opgenomen in het dorp Rättvik, en de binnenshuisscènes in Trollhättan.